# 10202 Mioaramandea
10202 Mioaramandea este o planetă minoră (asteroid), cu un diametru de 4,441 km, din centura de asteroizi. A fost descoperită pe 1 august 1997 la Haleakalā Observatory⁠(d) de Near Earth Asteroid Tracking. 
Obiectul prezintă o orbită caracterizată de o semiaxă mare de 2,3358284 UAi, o excentricitate de 0,06, o înclinație de 5,96185 ° în raport cu ecliptica.